# 바비탈

바비탈(Barbital)은 최초로 상용화된 바르비투르산계 물질이다. 1903년부터 1950년대 중순까지 수면제로 사용되었다.

## 합성
바비탈은 베로날(Veronal)로도 불리며 1902년 독일의 화학자 헤르만 에밀 피셔와 Joseph von Mering이 처음 합성하였으며, 1903년 자신들의 발견을 출판하였다.